# 凱島人面綿蟹
凱島人面綿蟹（学名：Homolodromia kai）为人面綿蟹科人面綿蟹屬下的一个种。